# Burgberg mit Baldrichstein und Kräuterwiese
Koordinaten: 50° 53′ 26″ N, 10° 33′ 25″ O

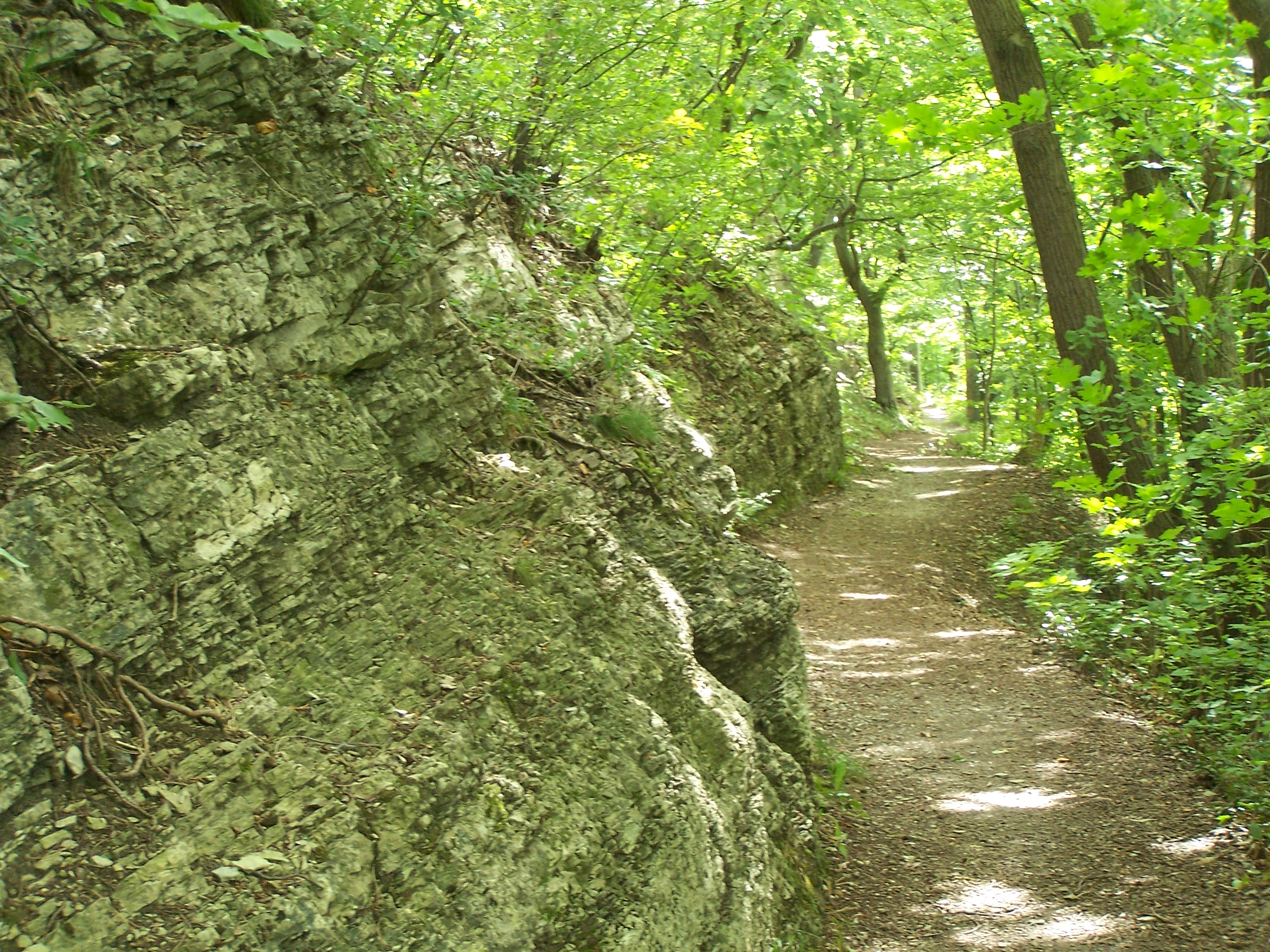
Naturschutzgebiet Burgberg mit Baldrichstein und Kräuterwiese (September 2017)

Das Naturschutzgebiet Burgberg mit Baldrichstein und Kräuterwiese liegt im Landkreis Gotha in Thüringen.
Das Gebiet mit dem 434 Meter hohen Burgberg erstreckt sich südwestlich von Waltershausen und nordwestlich von Schnepfenthal. Nordöstlich des Gebietes verläuft die Landesstraße L 1025. Westlich erstreckt sich das 283 ha große FFH-Gebiet Wiesen um Waltershausen und Cumbacher Teiche (siehe Liste der FFH-Gebiete in Thüringen).

## Bedeutung
Das 33,3 ha große Gebiet mit der Kennung 35 wurde im Jahr 1941 unter Naturschutz gestellt. 